# Ania Karwan (album)
Ania Karwan è l'album di debutto eponimo della cantante polacca Ania Karwan, pubblicato il 15 febbraio 2019 su etichetta discografica 2 Track Recordings.

## Tracce
1. Biały szum – 3:33
2. Mała miłość – 3:55
3. Cud – 3:39
4. 3 Kilometry w linii prostej – 3:23
5. Five – 3:48
6. Wszystko – 3:10
7. Czarny świt – 5:10
8. Nie boję się – 3:35
9. Słucham Cię w radiu co tydzień – 3:17
10. Babilon – 4:09
11. Głupcy – 3:09
12. Dzięki Tobie – 4:14

## Classifiche
| Classifica (2019) | Posizione massima |
| ----------------- | ----------------- |
| Polonia           | 6                 |